# St. Remigius (Dahenfeld)

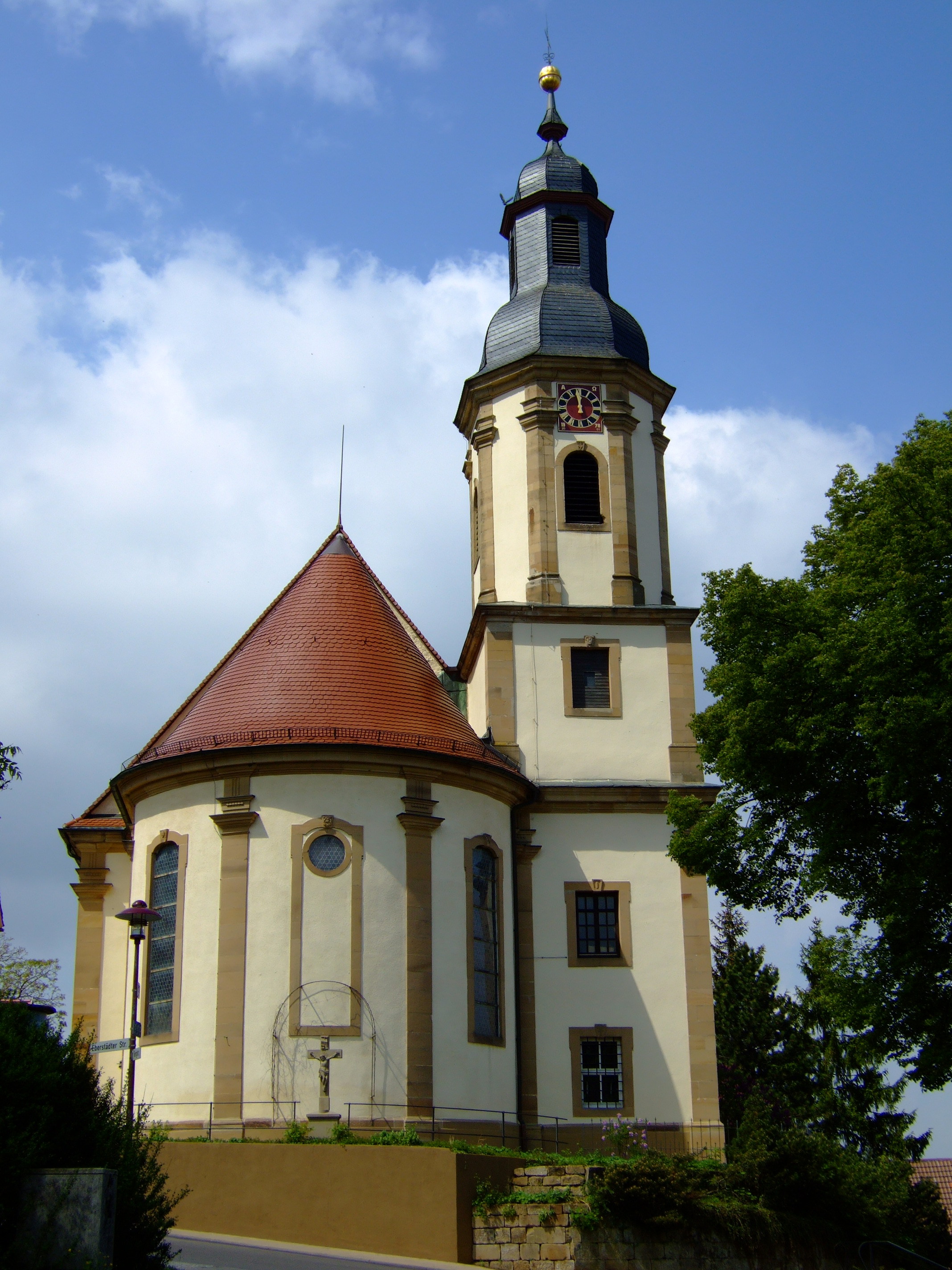
St. Remigius von Osten

Die Pfarrkirche St. Remigius ist die Pfarrkirche der katholischen Kirchengemeinde St. Remigius in Dahenfeld, einem Stadtteil von Neckarsulm im Landkreis Heilbronn. Sie wurde in den Jahren 1738 bis 1748 als Wallfahrtskirche im barocken Stil anstelle eines älteren Kirchengebäudes errichtet. Nachdem die Wallfahrt im frühen 19. Jahrhundert an Bedeutung verlor, dient die unter Denkmalschutz stehende Kirche bis heute als normale Pfarrkirche.

## Geschichte
Eine Kirche in Dahenfeld wird erstmals 1319 erwähnt, der Kirchenpatron Remigius lässt aber einen älteren Ursprung zu Zeiten der Franken vermuten. Die Kirche wird 1604 als „ziemlich klein und bawfellig“ beschrieben. 1595 hatte ein „Donnerstreich“ ihren Turm beschädigt, der deswegen 1623 teilweise abgebaut werden musste, worauf Feuchtigkeit eindringen und weiteren Schaden anrichten konnte. Während des Dreißigjährigen Krieges überfielen Kroaten und Ungarn 1637 Dahenfeld und brannten auch die Kirche nieder. 1656 konnte in dem wiederhergestellten Bau Kirchweih gefeiert werden, aber schon 1692 drang wieder Regen in die Kirche, und in den folgenden Jahrzehnten verschlechterte sich der Zustand der Kirche so, dass bis 1736 Risse im Mauerwerk aufgetreten waren, der Vordergiebel von Klammern zusammengehalten werden musste und wegen des gravierenden Feuchtigkeitsproblems Kirchenbesucher erkrankten.

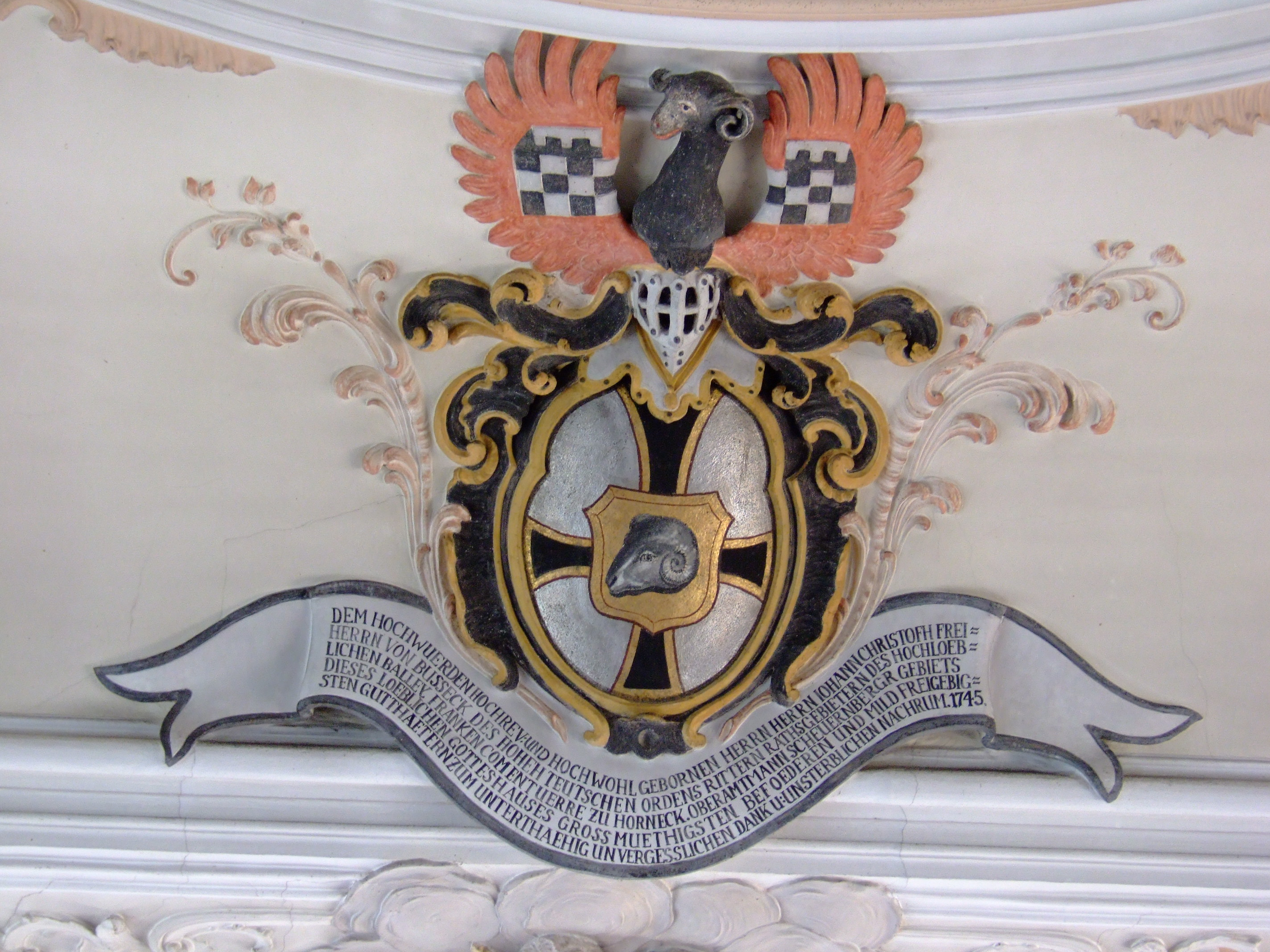
Wappen von Busecks in der Kirche

Am 10. August 1735, am Laurentiustag, wollten der Dahenfelder Pfarrer Johann Georg Joseph Sutor und die Besucher der Vesper beobachtet haben, dass „Schweiss, mit Blut untermenget“ aus der Jesusfigur am Kruzifix der Dahenfelder Kirche ausgetreten sei. Nach dem Bericht dieser Erscheinung setzte rasch eine rege Wallfahrt zum Heiligen Kreuz ein, und manche Wallfahrer berichteten, ihnen sei in ihrer Not geholfen worden. Nachdem sich die wundersame Erscheinung ein Jahr später wiederholte, hielten sich an manchen Tagen über 1000 Wallfahrer im damals rund 250 Einwohner zählenden Dahenfeld auf. Die heruntergekommene Kirche war diesem Ansturm nicht gewachsen, und Ende 1738 begann der zu diesem Zweck engagierte Baumeister Franz Häffele mit einem von Opfergeldern der Wallfahrer ermöglichten Neubau der Kirche; die Grundsteinlegung war am 26. Mai 1739. Finanzielle Engpässe ließen den Bau mehrfach stocken, aber Spendensammlungen und Bittgänge des Pfarrers sowie großzügige finanzielle Förderung des Gundelsheimer Deutschordenskomturs Johann Christoph von Buseck ermöglichten nach zehnjähriger Bauzeit die Einweihung am 24. Oktober 1748.
Spätestens in den 1830er-Jahren ging die Wallfahrt zum Heiligen Kreuz nach Zurückdrängung des Wallfahrtswesens von Seiten der Kirche zurück. Trotz kurzem Wiederaufflammen der Wallfahrt in der Mitte des 19. Jahrhunderts erlangte Dahenfeld seine einstige Bedeutung als Wallfahrtsort nicht wieder.
Seit der Fertigstellung waren immer wieder Renovierungen des Kirchengebäudes nötig. 1925 wurde der Kirchturm instand gesetzt, ebenso 1953 und 2001. Innenrenovierungen erfolgten 1936, 1940, 1973 und 1975, 1978/79 wurden die Außenfassade und das Dach renoviert sowie eine neue Turmuhr eingebaut, 2004 der Westgiebel saniert und das Mauerwerk trockengelegt. 2009 fand eine erneute Renovierung des Innenraumes und des Dachstuhles der Kirche statt.

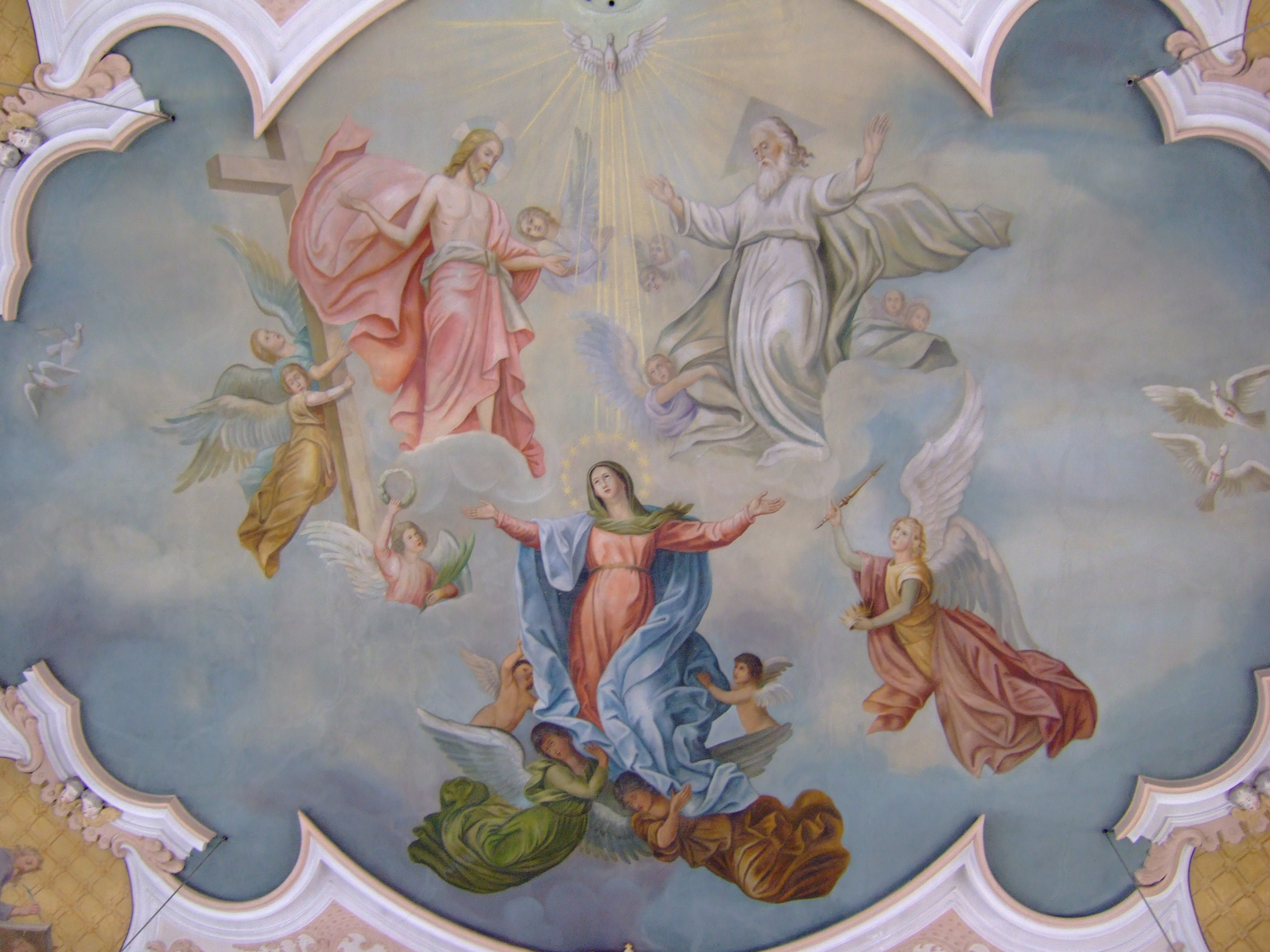
Deckengemälde:  Die leibliche Aufnahme Mariens in den Himmel
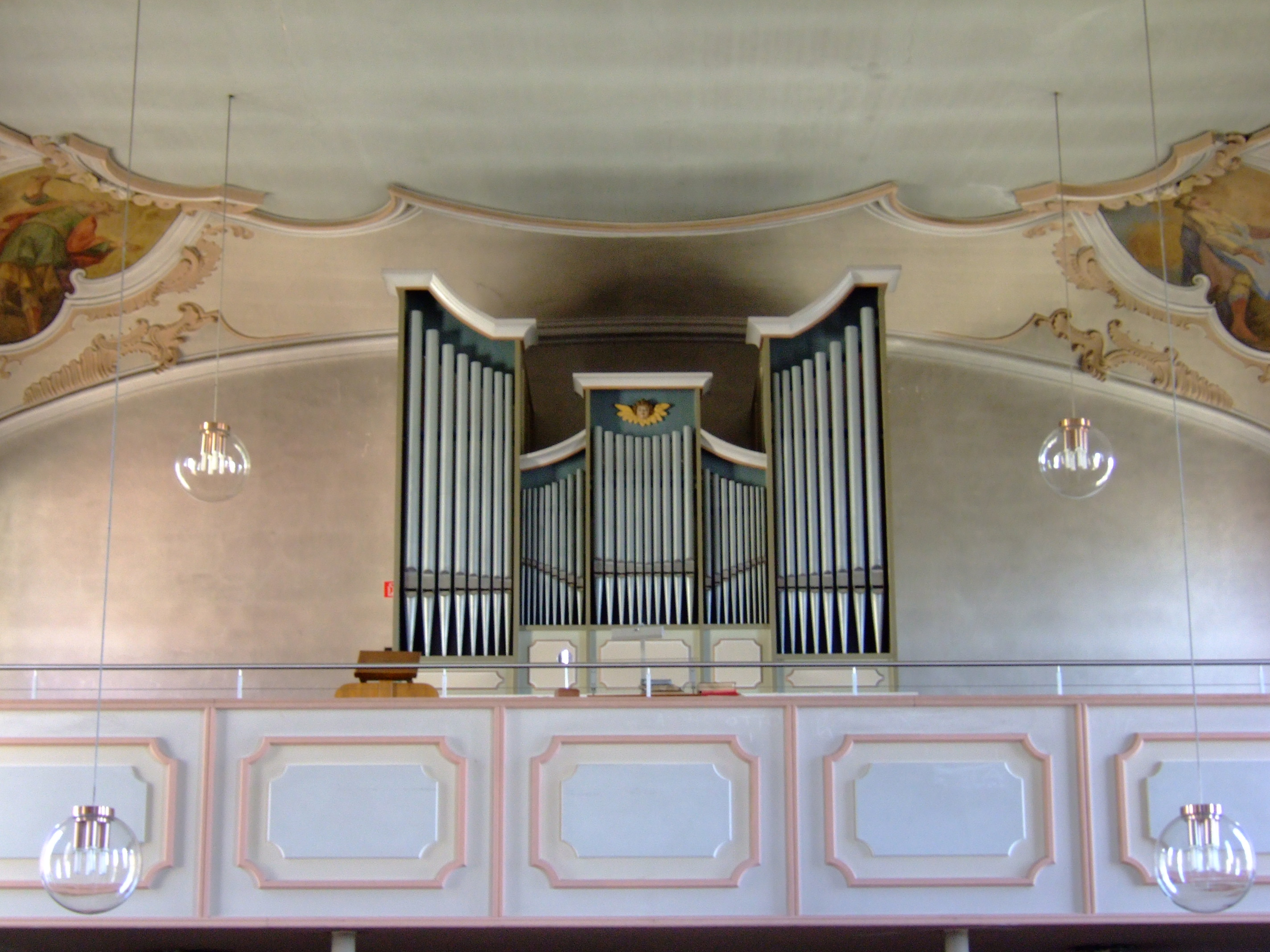
Empore mit Späth-Orgel von 1909
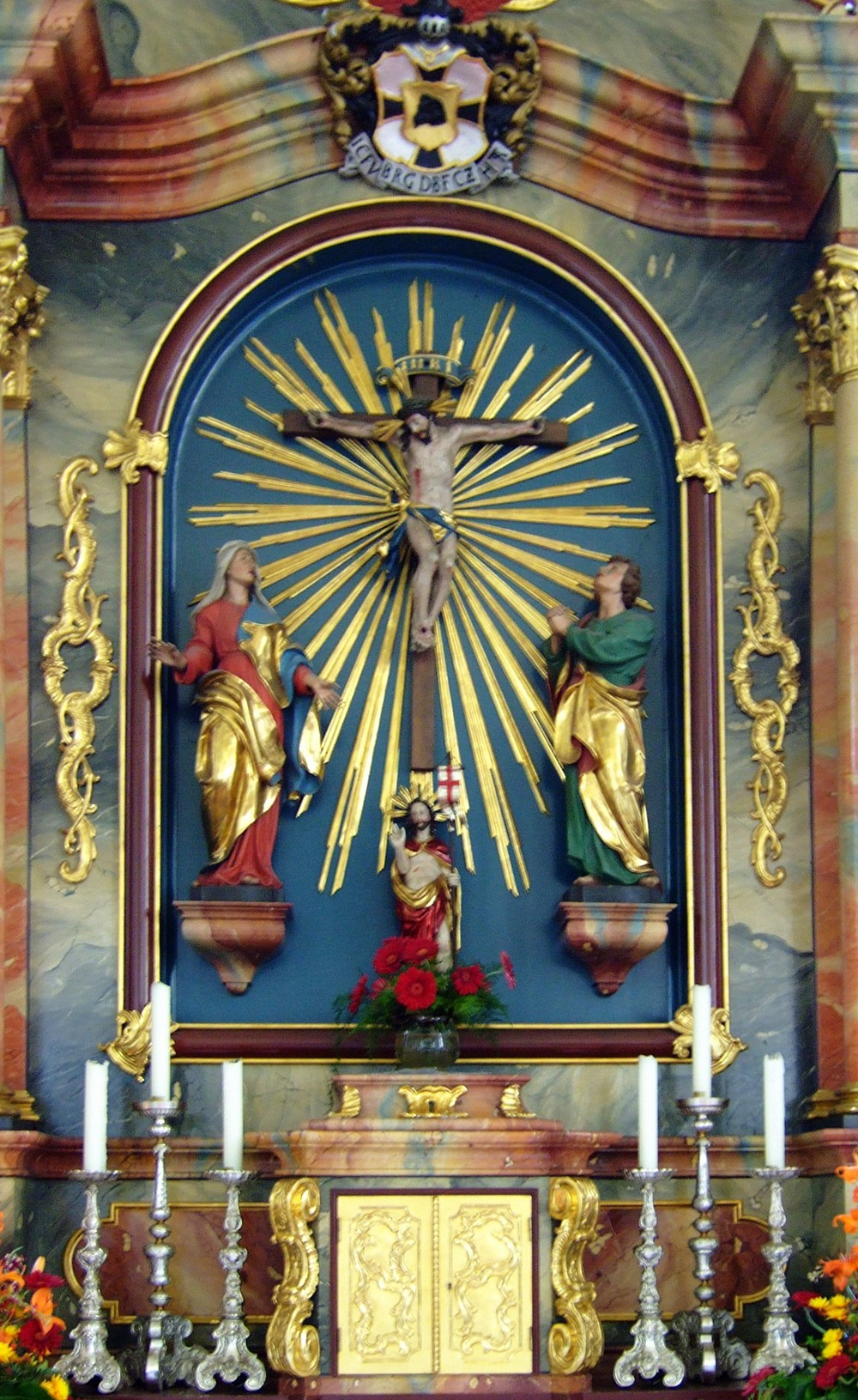
Hochaltar mit dem Heiligen Kreuz, darunter die Muttergottes und der Hl. Johannes
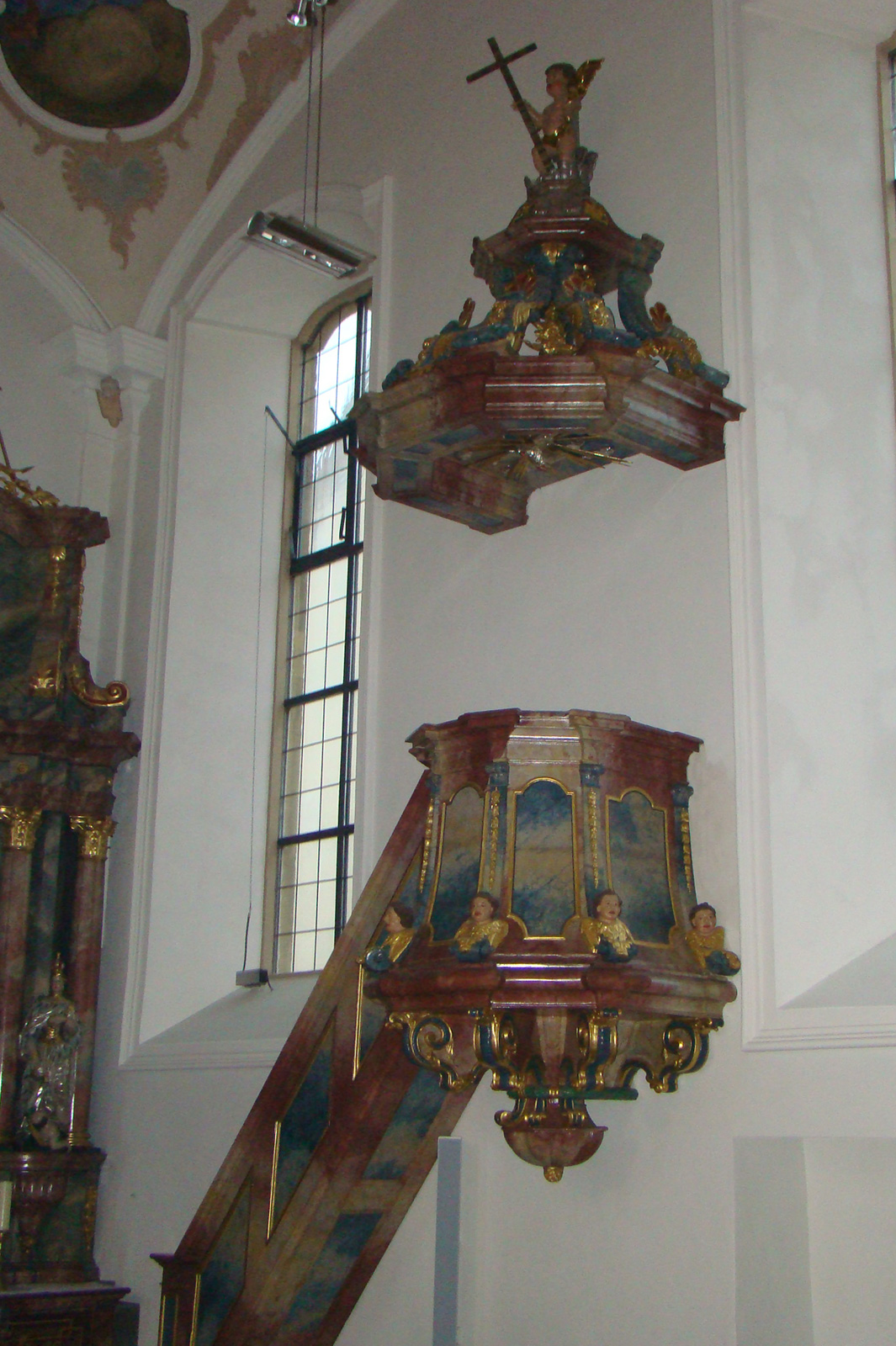
Kanzel an der Südwand, um 1780

## Beschreibung

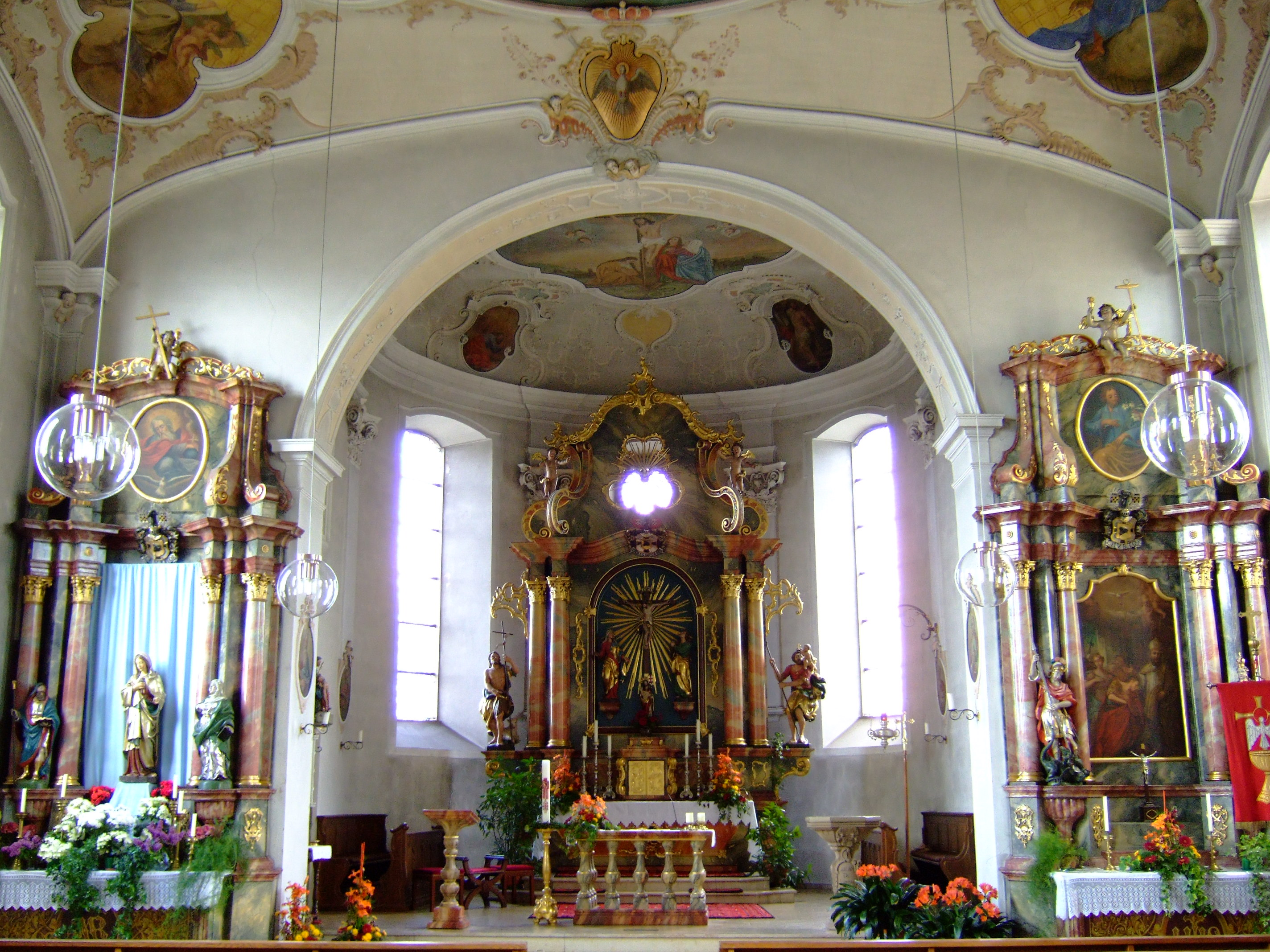
Blick zum Chor

St. Remigius ist eine Saalkirche mit im Osten anschließendem Chor in einer Apsis und einem nördlich angebauten, 33 Meter hohen Kirchturm, in dem seit 1990 in Nachfolge früherer Glocken vier Bronzeglocken hängen. Der Innenraum ist mit Stuckornamenten sowie barocken Wand- und Deckengemälden geschmückt; das Hauptgemälde zeigt die leibliche Aufnahme Mariens in den Himmel. Auch das Wappen des Kirchenförderers von Buseck ist zu finden.
Der dem Heiligen Kreuz geweihte, von Viktor Geiselhardt aus Ellwangen entworfene Hauptaltar stammt aus den 1970er-Jahren und integriert verschiedene Bestandteile früherer Altäre. Sein Herzstück, das Heilige Kreuz, befindet sich seit 1647 in Dahenfeld. Der jetzige Hauptaltar ersetzte einen Altar im Stil der Neo-Renaissance von 1882, der ebenfalls Bestandteile eines älteren Barockaltars integriert hatte. Der Maria geweihte linke Seitenaltar zeigt Gottvater, ein von Engeln gehaltenes Madonnengemälde nach dem Gnadenbild Mariahilf von Lucas Cranach d. Ä. sowie Marias Eltern Joachim und Anna. Der rechte Seitenaltar ist dem Kirchenpatron St. Remigius geweiht und zeigt außer diesem (bei der Taufe Chlodwigs) die Heiligen Josef, Georg und Elisabeth von Thüringen. Alle drei Altäre zeigen außerdem das Buseck’sche Wappen.
Die Kanzel stammt vermutlich aus den 1780er-Jahren. Die Empore war einst als Doppelempore ausgeführt, wurde aber später durch eine Einzelempore ersetzt, die eine Späth-Orgel von 1909 beherbergt. Neben den erwähnten schmücken noch viele weitere Gemälde und Figuren die Kirche.

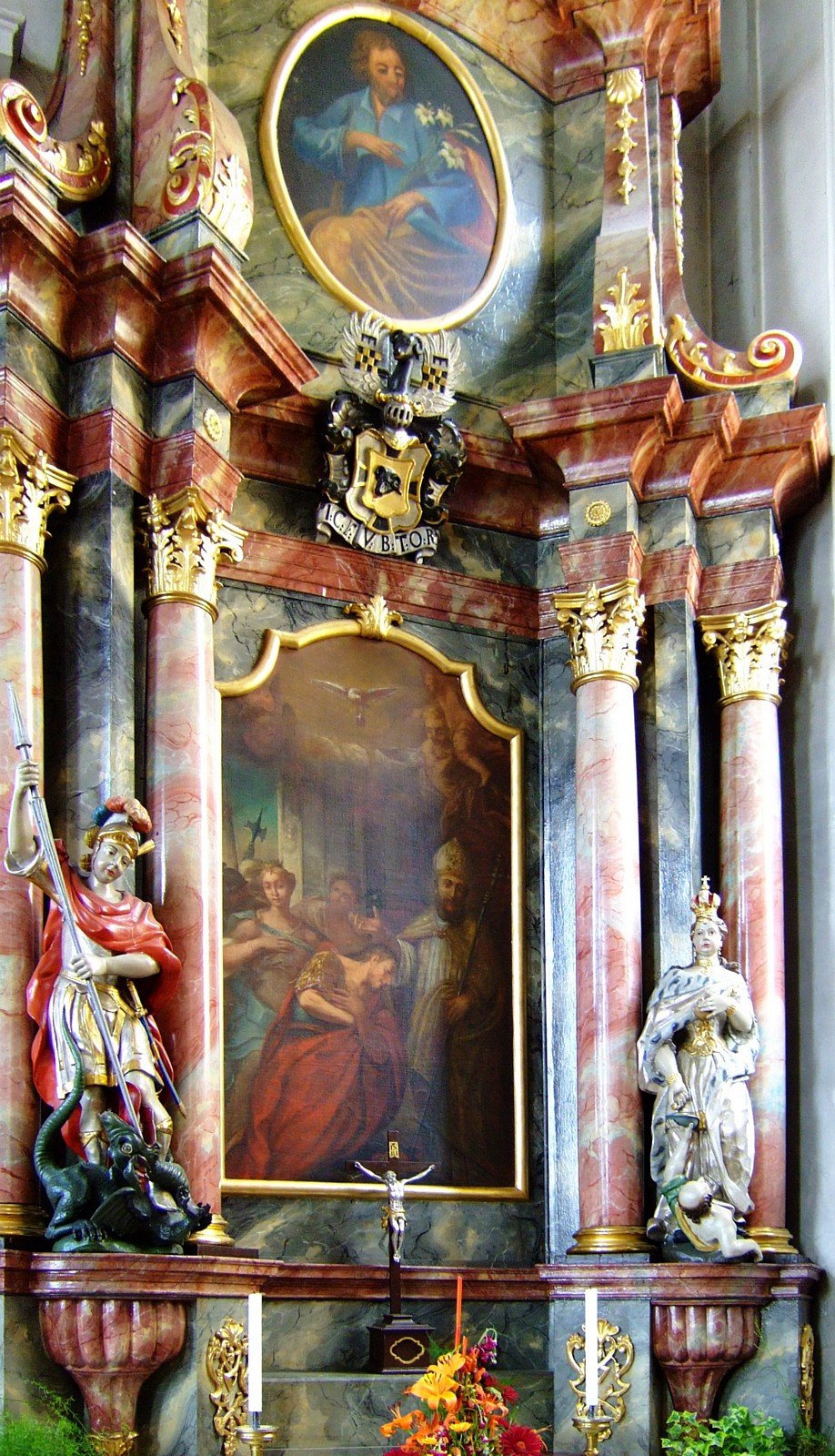
Rechter Seitenaltar mit Gemälde: Taufe des Königs Clodwigs durch den Hl. Remigius
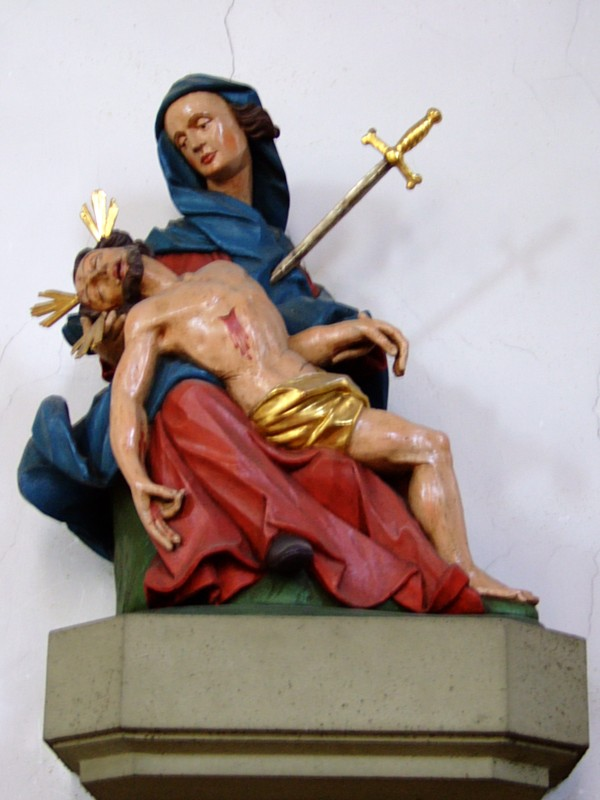
Pieta über dem Eingang der Sakristei
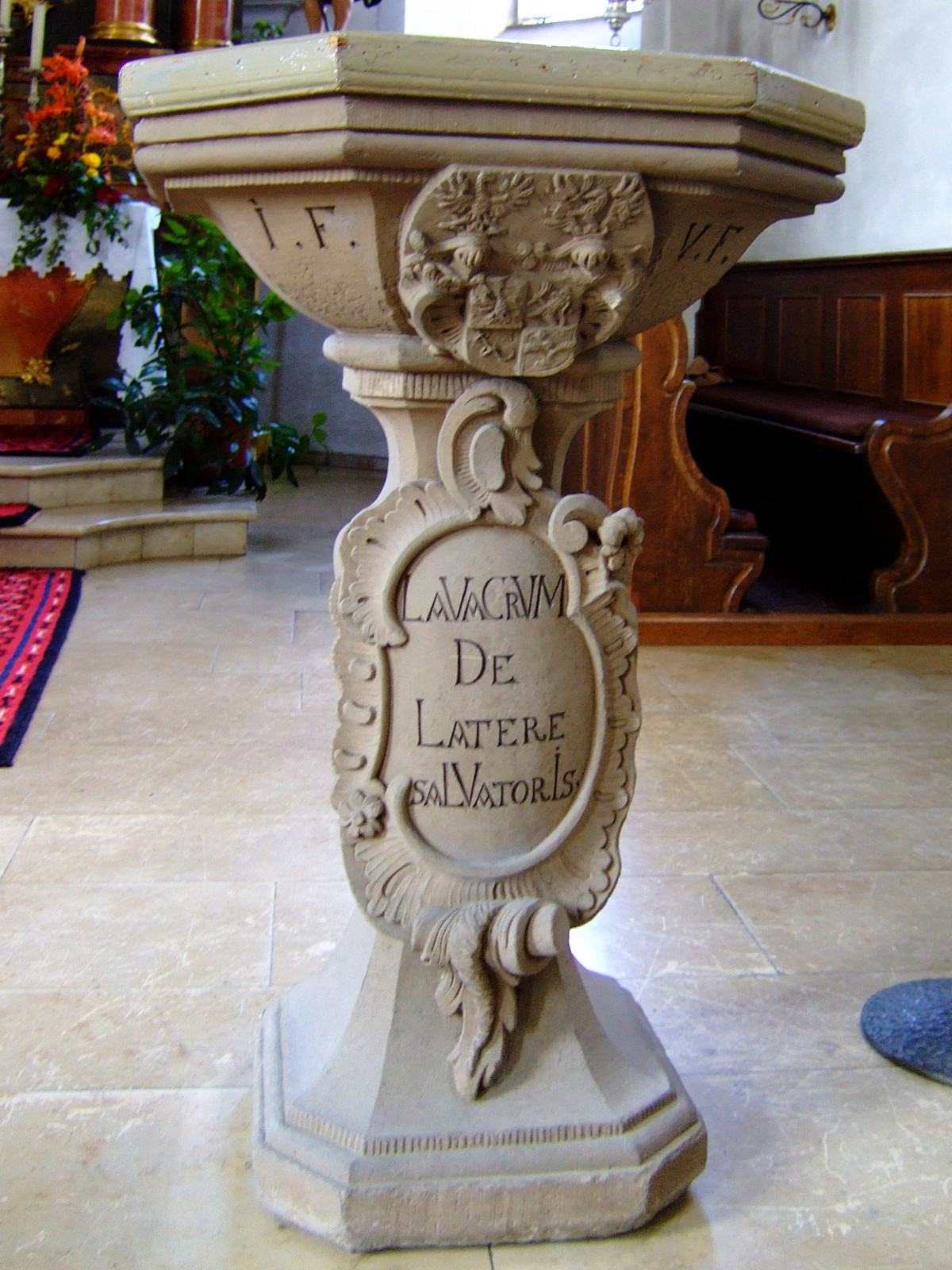
Taufstein von 1766
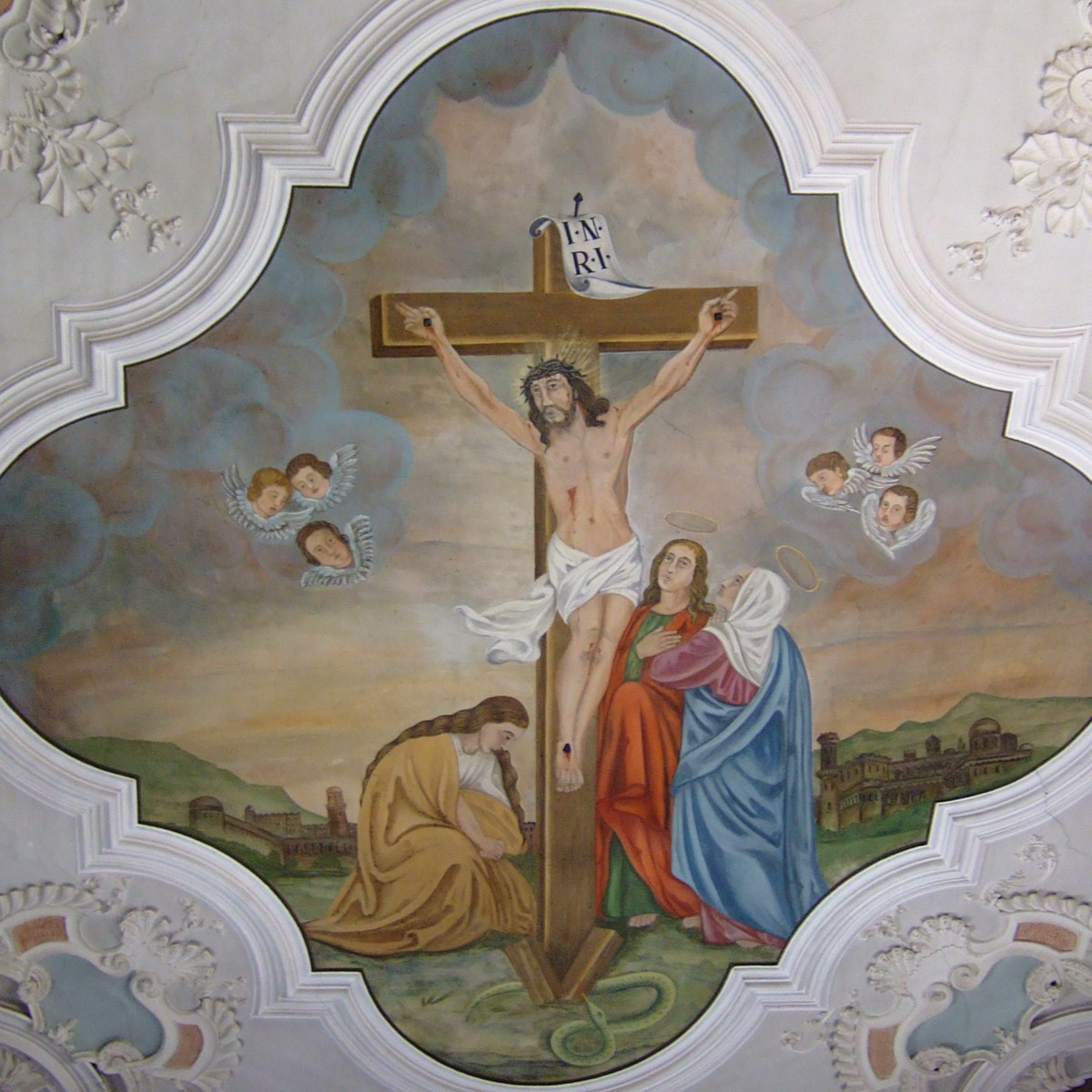
Deckengemälde im Chor: Der für uns ist gekreuzigt worden